# Ченсу Табоне
Вінсент «Ченсу» Табоне (мальт. Vincent «Ċensu» Tabone; *30 березня 1913, Вікторія, Мальта — †14 березня 2012, Сан-Джільян, Мальта) — мальтійський державний і політичний діяч, президент Мальти (1989-1994).

## Біографія

### Освіта та науково-лікарська діяльність
У 1933 р. закінчив Мальтійський університет, отримавши освіту в сфері фармацевтики. У 1937 р. стає доктором медицини. Під час Другої світової війни служив полковим хірургом в Королівській артилерії Мальти, а потім — окулістом у військовому госпіталі в м. Мтарфа. У 1946 р. завершив свою медичну освіту, отримавши диплом лікаря-офтальмолога Оксфордського університету. Також мав диплом окуліста Королівського хірургічного коледжу, запрошеним вченим якого він і працював. У 1953 р. йому була присуджена докторська ступінь лондонського Товариства аптекарів.
Після свого повернення на Мальту, він кілька років працював лікарем-офтальмологом у різних лікарнях країни. Одночасно протягом декількох років був експертом ВООЗ по роботі в осередках кон'юнктивіту. У цій якості він працював на Тайвані, в Індонезії і в Іраку. У 1954 р. заснував медичну асоціацію країни і був її багаторічним президентом. З 1957 р. — професор клінічної офтальмології Мальтійського університету.

### Партійна діяльність
З початку 1960-х рр. починає активну політичну діяльність Табоне був політично активним.
- 1961 р. — член виконавчого комітету.
- 1962-1972 рр. — Генеральний секретар,
- 1972-1977 рр. — Перший віце-голова,
- 1977-1985 рр. — Голова Виконавчого комітету Націоналістичної партії. У 1978-1987 рр. одночасно був офіційним представником партії з міжнародних справ.

### Державна діяльність
- 1966-1989 рр. — Член Палати представників, також активно працював у різних комісіях Ради Європи,
- 1966-1971 рр. — Міністр з питань зайнятості, праці та соціального забезпечення. У цій якості в 1968 р. він звернув увагу ООН на проблему старіння населення,
- 1987-1989 рр. — Міністр закордонних справ Мальти. Активно виступав за прийняття Конвенції ООН з проблем зміни клімату,
- 1989-1994 рр. — Президент Мальти.

## Факти
- Вінсент «Ченсу» Табоне не дожив до 99 років двох тижнів.
- Був одним з найстарших керівників глав держав та урядів у світі.

## Нагороди
- Кавалер золотого ланцюга ордена Пія IX (Ватикан, 31 січня 1995)[1]